# Trois Éclats blancs
Trois Éclats blancs est une bande dessinée de Bruno Le Floc'h publiée par Delcourt en 2004. Elle a valu à son auteur le prix René-Goscinny 2004.

## Publication

### Éditeurs
- Delcourt (Collection Mirages) : première édition  (ISBN 2-84789-289-3) (2004).

### Documentation
- Brieg F. Haslé, « Bruno Le Floc'h, Prix René-Goscinny », DBD, no 25,‎ février 2004, p. 9.